# اپناو
شهر اپناو (به آلمانی: Oppenau) در ایالت بادن-وورتمبرگ در کشور آلمان واقع شده‌است.